# کربی‌ویل (تگزاس)
کربی‌ویل، تگزاس(به انگلیسی: Kirbyville, Texas) شهری در ایالت تگزاس از ایالات جنوبی ایالات متحده آمریکا است. در سرشماری سال ۲۰۰۰، جمعیت این شهر ۲۰۸۵ نفر اعلام شد.